# Мутафчиев, Пётр
Петр Стоянов Мутафчиев (болг. Петър Стоянов Мутафчиев, 4 июля 1883, Боженци, округ Габрово, Болгария — 2 мая 1943, София, Болгария) — болгарский историк, академик Болгарской академии наук, отец известного историка Веры Мутафчиевой.

## Научные труды
- Българи и румънци в историята на дунавските земи (1927)
- Из нашите старопланински манастири (1931)
- История на българския народ в 2 томах (1943)
- Книга за българите
- Лекции по история на Византия[2] и други.